# Mjolnir (Marvel Comics)
Mjolnir (/mjɔːlnɪər/) es un arma mítica ficticia que aparece en los cómics estadounidenses publicados por Marvel Comics. Se representa como el arma principal de los superhéroes, Thor y Jane Foster. Mjolnir, que aparece por primera vez en Journey into Mystery # 83 (agosto de 1962), fue creado por el escritor Stan Lee y diseñado por los artistas Jack Kirby y Joe Sinnott.
Mjolnir normalmente se representaba como una gran mandarria gris de cabeza cuadrada. Tiene un mango corto y redondo envuelto en cuero marrón, que culmina en un cordón de cuerda. El objeto se basa en Mjolnir, el arma del mitológico Thor.

## Historia de publicación
Mjolnir debutó en Journey into Mystery # 83 (agosto de 1962) para Marvel Comics. Antes de este tiempo, "Mjolnar", inventado por Joe Simon y Jack Kirby, apareció en Adventure Comics # 75 (junio de 1942), en la historia de Sandman, "The Villain from Valhalla". Para Marvel, el martillo se estableció inmediatamente como el arma principal del dios del trueno Thor Odinson. El origen del arma se revela en Thor Annual # 11 (1983), aunque se presenta otra versión en Thor vol. 2, n.º 80 (agosto de 2004). En los viejos cómics, Mjolnir se convertiría en el bastón de Blake.
En un documental de 2002 con Kevin Smith, Lee dice que su hermano Larry Lieber inventó el nombre del martillo de Thor refiriéndose al nombre original del martillo, el "Martillo Uru". Más tarde, el escritor Roy Thomas cambió el nombre del martillo por el nombre mitológicamente correcto de "Mjolnir" y usó el nombre "Uru" creado por Larry Lieber como el nombre del metal ficticio del que está hecho el martillo.
Otros momentos significativos en la continuidad de Marvel incluyen la alteración de los encantamientos de Mjolnir en Thor # 282 (abril de 1979) y Thor # 340 (febrero de 1984); la posesión temporal de Mjolnir por un miembro de los Tres Encantadores en Thor vol. 3, n.º 14-15 (agosto a septiembre de 1999); y cuando el martillo ha sido dañado, ocurre en Journey into Mystery # 119 (agosto de 1965); Avengers # 215 (enero de 1982); Thor # 388 (febrero de 1988); Thor vol. 2, n.º 11 (mayo de 1999); Thor vol. 2, # 80 (agosto de 2004) y Thor vol. 3, n.º 600 (febrero de 2009).

## Antecedentes
En la continuidad de Marvel, Mjolnir es forjado por herreros enanos, y está compuesto por el ficticio metal asgardiano uru. El lado del martillo lleva la inscripción "Cualquiera que sostenga este martillo, si es digno, poseerá el poder de Thor".
El martillo se crea cuando Loki corta el cabello de la diosa Sif como parte de una broma cruel y, cuando Thor le amenaza con la violencia, promete buscar pelo de reemplazo de los herreros enanos. Loki le encarga el cabello a los Hijos de Ivaldi y los amables enanos también hacen una nave mágica y una lanza como regalo para los dioses. Loki está convencido de que nadie puede igualar su mano de obra, y desafía a un enano llamado Eitri a hacer tesoros más finos. Eitri crea un anillo de oro y una lanza de jabalí de oro con propiedades de magia, y finalmente comienza a trabajar en un martillo. Loki entra en pánico al ver los tesoros y, temeroso de perder la apuesta, se transforma en Ephemeroptera y pica al asistente de Eitri en la frente mientras trabaja en el fuelle para la forja. El asistente se detiene por un momento para limpiar la sangre, y los fuelles se caen. Como resultado, el mango del martillo es más corto de lo que originalmente había pensado Eitri, lo que significa que el martillo solo podía manejarse con una sola mano.
A pesar del error, los dioses nórdicos consideran que Eitri ha forjado los mayores tesoros, y en venganza, Loki pierde la apuesta y los Hijos de Ivaldi cosen los labios de Loki. El gobernante de los dioses nórdicos, Odin, usa el martillo - llamado Mjolnir ("Grinder") por Eitri - y finalmente lo pasa a su hijo Odinson, quien se llama "Thor", quien primero debe probar que es digno de ejercer el arma.
Otra versión del origen del martillo se presenta en el segundo volumen del título Thor, en el cual Odin ordena a los herreros enanos Eitri, Brok y Buri forjar a Mjolnir usando el núcleo de una estrella (la película también usa este origen, y Odin dice que Mjolnir fue "forjado en el corazón de una estrella moribunda ") y una forja encantada. La forja del martillo es aparentemente tan intensa que destruye la estrella y casi la misma Tierra.
Una toma alternativa adicional sobre el origen de Mjolnir se presenta en la serie de The Mighty Thor, Jason Aaron. Se explica que la tormenta madre, una tormenta consciente del tamaño de una galaxia, una vez había amenazado a todos los de Asgard. Después de una batalla feroz, Odin logró atraparla dentro de una pepita de uru que le habían dado anteriormente los herreros enanos. Ordenó a los enanos forjar la pepita en un arma que sería capaz de aprovechar el poder de la Madre Tormenta, pero le resultó demasiado difícil de controlar. El martillo fue olvidado hasta eones después, cuando su hijo finalmente pudo levantarlo y convertirlo en su arma personal.
Mjolnir tiene varios encantamientos: ningún ser vivo puede levantar el martillo a menos que sea digno; vuelve al punto exacto desde el cual se lanza y regresa a su Thor cuando se convoca; puede convocar a los elementos de la tormenta (rayos, viento y lluvia) estampando su mango dos veces en el suelo; manipular el clima en una escala casi global; abrir portales interdimensionales, lo que permite a su portador viajar a otras dimensiones (como desde la Tierra a Asgard); y transforma a Thor Odinson bajo el disfraz de un mortal, el médico Donald Blake, estampando la cabeza del martillo en el suelo una vez y deseando el cambio. Cuando Thor se transforma en Blake, su martillo toma la apariencia de un bastón de madera. Cuando están disfrazados, los encantamientos del martillo que limitan a aquellos que pueden levantarlo no están en efecto. El martillo mismo también ha demostrado que no se ve afectado por encantamientos externos. Los Thors han usado varias veces sus Mjolnirs para apuntar al oponente, ya que no pueden levantar el martillo.
Una disposición previa de este encantamiento requería que el martillo no pudiera "desaparecer de la mano de Thor" o que no estuviera en contacto físico con su Thor durante más de "sesenta segundos completos" sin su reversión espontánea de sus usuarios a sus seres mortales; Afortunadamente, Mjolnir es lo suficientemente pequeño como para ser metido en un cinturón cuando su usuario prefiere tener ambas manos libres. Hay momentos en que Thor tenía ambas manos libres pero producía a Mjolnir al alcanzar detrás del hombro de Thor; la sugerencia fue que Mjolnir fue colocado en una especie de funda o cabestrillo en su espalda, con el mango apuntando hacia arriba para que pudiera agarrarse rápidamente.
En algunas historias, esta limitación no se aplicaba en Asgard, aunque esta estipulación se eliminó en una historia en la que este encantamiento se transfiere a Stormbreaker, el martillo de Beta Ray Bill. Después de esto, el personaje de Donald Blake desapareció por un tiempo, y Thor asumió una identidad civil simplemente cambiándose a ropa moderna, llevando a Mjolnir oculto dentro de una bolsa de lona. Finalmente, Odinson adopta la personalidad mortal de Jake Olson como penitencia por haber causado accidentalmente la muerte original de Olson durante una pelea, y simplemente golpea un puño para efectuar un cambio; durante este tiempo, Mjolnir desaparecería cuando Olson se convirtiera en Thor, y reaparecería en el puño de Thor cuando regresara a su verdadera forma.
Mjolnir fue originalmente capaz de crear un desplazamiento crónico y, por lo tanto, permitir el viaje en el tiempo, aunque este embrujo fue removido por la entidad Immortus con el consentimiento del dios Trueno para ayudar al planeta Phantus que quedó atrapado en Limbo. Sin embargo, Thor todavía puede manipular el tiempo con Mjolnir.
Cuando Ragnarok tuvo lugar, Mjolnir se separó de Thor y cayó a través de las dimensiones, creando una lágrima en el Infierno que permitió al Doctor Doom escapar (Doom fue encarcelado allí después de su último encuentro con los Cuatro Fantásticos). Aunque Doom y los Cuatro Fantásticos intentan reclamar el martillo, ninguno de ellos es capaz de levantarlo, por lo que Donald Blake, que había sido devuelto a la vida cuando el hechizo que negaba su existencia desapareció con la destrucción de Asgard, lo reclamó él mismo. Con Blake y Thor una vez más coexistiendo, el martillo reanuda su "disfraz" original de un bastón (aunque la cojera original de Blake se curó, sufrió daños menores en la columna vertebral durante un enfrentamiento posterior). El martillo se daña más tarde en una pelea con Bor, el abuelo de Thor. Doctor Strange es capaz de reparar el martillo utilizando el Odinforce poseído por Thor, pero advierte a Thor que, si el martillo se daña de esa manera otra vez, el nuevo vínculo entre ellos podría resultar en la muerte de Thor. El martillo también fue cortado en dos por el Destructor. Thor visita las forjas en Pittsburgh para repararlo.
Después de la muerte de Thor en la lucha contra la Serpiente, Loki puede tomar el bastón de Blake, el único rastro restante de Thor después de ser 'reemplazado' por Tanarus, y devolverlo a Mjolnir frente a Silver Surfer, la energía de Surfer y la creencia de Loki en que su hermano permitiera que el martillo volviera a Thor y restaurara su memoria a tiempo para enfrentarse al Dios -Devourer que estaba a punto de consumir su alma en la otra vida.
Durante la historia de Original Sin, mientras Thor y los Vengadores investigan el asesinato de Uatu el Vigilante, Nick Fury le susurra un secreto no revelado a Thor que le hace perder la habilidad de recoger a Mjolnir. La naturaleza del encantamiento de Mjolnir también cambia, por lo que incluso Odin no puede levantarlo. El martillo es recogido por una mujer desconocida, que luego se reveló como Jane Foster, que hereda el poder y el título de Thor, y la inscripción cambia para decir "si es digna".
Después de la destrucción y reconstrucción del multiverso, el Mjolnir del Ultimate Thor cae a tierra en Asgard, pero toda el área donde aterrizó es posteriormente tomada en posesión del Coleccionista, quien jura matar a sus varios prisioneros a menos que Thor le diga un medio para eludir el encantamiento de la dignidad para que él mismo pueda manejar el martillo. A pesar de que lucha para reclamar el martillo, Odinson decide dejarlo, en cambio trabaja con Beta Ray Bill de canalizar el poder del martillo para devolver a Asgard al lugar que le corresponde. Cuando regresaron a Asgard, Odinson le dice a Bill que el secreto de Fury le dijo que 'Gorr tenía razón', una referencia al Dios-Carnicero que creía que los dioses no eran necesarios ya que solo traían dolor y sufrimiento. El problema concluye con otro individuo, que más tarde se revelará como Volstagg, que va a reclamar el martillo de Ultimate Thor, identificado por la publicidad como "la guerra de Thor".
Cuando el Capitán América es 'reprogramado' en un agente de Hydra por un cubo cósmico consciente, establece una compleja cadena de eventos que le permiten tomar el control de Estados Unidos, desterrar a Jane Foster y reclamar a Mjolnir para sí mismo, su habilidad para manejar el martillo asegurando que Odinson lo sigue a pesar de las acciones de Rogers, creyendo que su habilidad para manejar el martillo muestra que Rogers tiene razón. En la posición final, después de que Odinson se alía con los héroes sobre Hydra, Sam Wilson, Bucky y Eric Lang pueden usar un fragmento del Cubo Cósmico para restaurar la existencia original de Steve Rogers. Este ataque también revela que Hydra había usado su cubo cósmico para cambiar la naturaleza del encantamiento de la dignidad a "Si él es fuerte, deberá poseer el poder de Hydra", con el 'reinicio' provocado por la restauración del cubo de Rogers, también restaura el encantamiento original para que el Rogers original pueda levantar el martillo donde su yo Hydra no puede.
En una batalla desesperada con Mangog, Jane Foster sacrifica a Mjolnir y, debido a su actual salud, a su propia vida, para vencer al poderoso Mangog atando a Mjolnir y Mangog en Gleipnir, la cadena solía atar al Lobo Fenris, y arrojar ambos en el sol, efectivamente destruyendo a Mjolnir, ella misma y el Mangog, aunque Thor fue capaz de convencer a Odin para que Jane volviera a la vida mientras él reasumía su papel de Dios del Trueno.

## Portadores
Individuos en la continuidad primaria
- Thor Odinson[27]
- Roger "Red" Norvell[28]
- Beta Ray Bill[29]
- Capitán América[30][31]
- Eric Masterson[32]
- Odin (padre de Thor)
- Bor (abuelo de Thor)[33]
- Buri (también conocido como Tiwaz, bisabuelo de Thor)[34]
- Loki[35][36]
- Jane Foster[21][37]
- Chica Ardilla[38]
- Destructor[39]
- Steven Rogers[40]

Marvel Cinematic Universe (Tierra-199999)
- Thor Odinson[41]
- Odin[41]
- Visión[42]
- Hela[43]
- Capitán América

Construcciones sensibles (las máquinas no sensibles aparentemente no pueden) en la continuidad primaria
- El robot de minería: Zarrko, el Hombre del Mañana[45]
- Air-Walker[46]
- Asombroso Androide[47]

Personajes de fuera de la continuidad del cómic primario
- Conan el Bárbaro[48]
- Dargo Ktor (Futuro Thor)[49]
- (Viejo) Rick Jones del Futuro Imperfecto de Hulk[50]
- Loki[51]
- Magni[52]
- Rogue[53]
- Miguel O'Hara (Spider-Man 2099)[54]
- Profesor X (In Issue 69 of X-Men)
- Magneto[55]
- Hyperion (in ultimate comics)
- Red Hulk[56]
- Spider-Man[57]
- Doctor Doom
- Valkyrie (en ultimate comics)
- Ororo Munroe
- Bruce Banner
- Black Panther
- Deadpool
- Sarah Rogers (Crusader, hija de Steve Rogers y Rogue)[58]
- Woden[59]
- Alex Power[60]
- Superman, temporalmente. Después de la batalla, ya no puede hacerlo; Thor explica que el encantamiento de Odin le permite a "muy pocos valiosos" levantar el martillo en "horas desesperadas".[61]
- Wonder Woman (non-canonical)[62]
- Black Widow[63]

Varias imitaciones de Mjolnir también han existido. Estos incluyen Stormbreaker y macis Thunderstrike, creados para Beta Ray Bill y Eric Masterson, respectivamente. Loki ha sido responsable de la creación de varias imitaciones: se presenta una versión de Mjolnir, llamada Stormcaster, al miembro mutante X-Men Tormenta en un intento por controlarla, que luego destruyó usando Mjolnir. Para fastidiar a Thor, se le da otra versión al mercenario Deadpool. Loki también permite a Surtur para usar la forja Mjolnir fue creada para crear copias durante Ragnarok. HYDRA creó versiones malvadas de Iron Man, Capitán América, Hawkeye y Thor, el imitador de Thor tenía una imitación tecnológica de Mjolnir. Tony Stark y Reed Richards también crean una imitación tecnológica Mjolnir para uso de Ragnarok, el clon de Thor, durante la historia de Civil War.
Después de la destrucción de Mjolnir y las guerras en los reinos superiores que devastaron Asgard, Thor se ve obligado a utilizar una serie de martillos sustitutos más débiles hasta que los herreros enanos puede obtener suficiente uru para forjar una nueva Mjolnir, aunque estos martillos temporales son suficientes para él para descargar rayos y volar incluso si se rompen cuando se usan contra un enemigo como el Juggernaut.

## Poderes y habilidades
Mjolnir puede usarse tanto ofensivamente como defensivamente.
Como una de las armas más formidables conocidas por el hombre o dios, se describe como impactando con fuerza suficiente para "nivelar montañas", con solo adamantium y vibranium demostrando impermeables. Otras capacidades ofensivas incluyen crear vórtices y campos de fuerza (capaces de contener una explosión que potencialmente podría destruir una galaxia); emitiendo explosiones místicas de energía; controlando el electromagnetismo; manipulación molecular; y generando el Geo-Blast (una onda de energía que aprovecha la fuerza gravitacional de un planeta), Anti-Force (energía creada para contrarrestar otra fuerza), la explosión térmica que incluso puede desafiar a seres como Ego, el planeta viviente, y God Blast (una explosión que explota la fuerza vital de Thor). El martillo puede viajar a través de los planetas para regresar a Thor. Incluso puede crear partículas antimateria y girarlo puede crear vientos lo suficientemente poderosos como para levantar el Taj Mahal. El martillo también puede mover objetos extremadamente pesados, incluido el Monumento a Washington.
También hay otras varias habilidades raramente usadas. Mjolnir puede seguir a una persona y artículos místicos; absorber energía, como el drenaje de los poderes asgardianos de la Brigada de Demolición en el Demoledor; o detectar ilusiones, como Thor una vez le ordenó al martillo golpear al demoníaco Mephisto, que se escondía entre falsas imágenes de sí mismo. Como una antigua reliquia religiosa, Mjolnir es letal para los muertos vivientes, causando que las criaturas como los vampiros estallen en llamas y se conviertan en polvo. Mjolnir también puede proyectar imágenes, ya que Thor muestra un vistazo de Asgard a su compañero vengador Iron Man. Es casi indestructible, balas supervivientes, Antimateria, y el rayo de fusión del fusor.
El martillo tiene dos propiedades relacionadas con el movimiento. Cuando es lanzado deliberadamente por Thor, volverá a su mano a pesar de cualquier obstáculo o distancia intermedia, incluso viajando a través de los planetas para regresar a Thor. Cuando se deja caer o se deja de lado, toma una posición fija, de la que no puede moverse, excepto por un individuo "digno".
El martillo también ha drenado la energía del supervillano radiactivo llamado Presencia, que se ve obligado a rendirse antes de ser asesinado. Mjolnir fue capaz de absorber, contener y dirigir la energía de una bomba nula, que era lo suficientemente potente como para destruir una galaxia entera. Mjolnir también causa un efecto secundario cuando se usa contra el héroe Union Jack : cuando Thor erróneamente ataca al héroe con un rayo y luego cancela la ofensiva, Union Jack está accidentalmente dotado con la capacidad de generar electricidad. El martillo se ha utilizado tanto para alimentar un buque de guerra atlante y drenar temporalmente el campo de fuerza del villano Juggernaut. Si alguien jura sobre el martillo, su espíritu puede ser convocado después de la muerte. Además de absorber la radiación, el martillo puede repelerla.
La habilidad del martillo para transformar a su usuario también purga al usuario de cualquier toxina o radiación en sus sistemas; sin embargo, esto funciona en contra de su portadora actual, Jane Foster, ya que actualmente está sufriendo de cáncer, con el resultado de que sus transformaciones la purgan de la radiación utilizada en su quimioterapia mientras deja las células cancerosas en paz.
Mjolnir tampoco es completamente indestructible, ya que ha sido dañado varias veces: un rayo de fuerza del Destructor Asgardiano lo divide en dos; El Hombre Molécula disipa las uniones atómicas entre las moléculas del martillo, vaporizando Mjolnir; el martillo se rompe después de canalizar una cantidad inconmensurable de energía en el celestial Exitar; El dios oscuro Perrikus corta Mjolnir por la mitad con una guadaña mágica; y el martillo se rompe cuando colisiona con las armas uru de los seguidores del Gigante de Tormentas de Loki, dando como resultado una explosión de escala atómica.

## Otras versiones
Durante la historia de la Saga Celestial, se revela una versión anterior de Mjolnir que aparentemente fue arrojada a Midgard (Tierra) por los hijos de Thor, Modi y Magni, aterrizando en el río Rin donde se transformó en el mágico Rhinestone.
Una versión de Mjolnir en el What if? La serie fue manejada por Rogue después de que accidentalmente absorbió los poderes de Thor, los restos de Thor en su psique que la ayudaban a asumir su papel.
En un futuro visitado por Hulk, donde la Tierra había sido diezmada por guerras nucleares, el martillo de Thor fue uno de los muchos recuerdos de la era de los héroes que guardaba el ahora anciano Rick Jones; el Maestro -el futuro retorcido de Hulk- intentó usar el martillo contra Hulk durante su segundo enfrentamiento en el museo de recuerdos de héroes de Rick, pero no logró levantarlo ni siquiera con la muerte de Thor, ya que era naturalmente indigno de hacerlo. Una historia posterior establecida antes de la pelea de Hulk con el Maestro presentaba al hermano mayor trabajando con su yo más joven para vencer a Thanatos -al otro Rick alternativo- al usar su propia habilidad para invocar y levantar el martillo, explicando que había sido juzgado digno de usarlo por las cosas que el joven Rick aún tenía que hacer y Thanatos nunca alcanzaría. En un futuro distópico similar pero alternativo, Mjolnir también descansa en una bóveda de artefactos superhéroe supervisada por Rick Jones.
Mjolnir se puede ver como uno de los muchos tesoros en el "golpe final" que se lleva a cabo en el universo "Tellos".
En el Ultimate Marvel impronta título The Ultimates y su secuela The Ultimates 2, la última versión de Thor maneja un Mjolnir de estilo después de un clásico martillo de guerra. Loki afirma que Thor no es realmente un dios, y que Mjolnir no es de origen mágico, sino una maravilla tecnológica avanzada diseñada por el Programa de la Unión Europea de Super Soldados para imitar los poderes de Thor, pero esto resulta ser falso. Al final de The Ultimates 2, Thor prueba su divinidad y reclama sus poderes asgardianos para vencer a Loki. En The Ultimates 3: Who Killed The Scarlet Witch, Thor maneja un martillo que se asemeja más a la corriente principal universo Marvel, Mjolnir. En una escena en la que está ingresando a un edificio seguro, la computadora que controla el acceso identifica primero a Thor, luego a Mjolnir; esto lleva a otro personaje a preguntarse por qué la computadora identificó a Mjolnir como un organismo separado y sensible, pero Thor no da una explicación para esto. Más tarde muestra una pared de armas, incluidos los dos martillos, que afirma que fueron regalos de su padre forjados por Ulik el Troll. Sin embargo, en la miniserie de precuela Ultimate Comics: Thor se revela que el martillo original no es el Mjolnir "real", sino que el Dr. Braddock le da a Thor una armadura tecnológica, y Thor sugiere convertir el suministro de energía en un martillo. Ninguna versión del martillo parece ser tal que su uso esté restringido por la prueba de valía. En Ultimate Comics: The Ultimates Thor pone su martillo dentro de la habitación sin puertas con su hijo Modi, para que pueda escapar de la destrucción y el genocidio de los asgardianos. Con Thor siendo el último asgardiano vivo y su martillo desaparecido, pierde sus poderes divinos y se convierte en mortal. Tony Stark mantuvo la armadura y el martillo de Thor debido a que Thor ya no sentía que lo usaba, y le dio a Thor la habilidad de "restaurar" sus poderes porque siente que el mundo "necesita un dios del trueno".

## En otros medios

### Televisión
El Mjolnir aparece con Thor en las series animadas de The Avengers: Earth's Mightiest Heroes, Ultimate Spider-Man, Avengers Assemble, Hulk and the Agents of S.M.A.S.H. y Guardianes de la Galaxia.

### Marvel Cinematic Universe
Mjolnir es un elemento recurrente en toda la franquicia de medios de Marvel Cinematic Universe (MCU), utilizado con mayor frecuencia por Thor. Al igual que su contraparte del cómic, es un poderoso martillo asgardiano que se usa como arma ofensiva, defensiva y de proyectiles. Es capaz de controlar y conjurar el clima, incluidos los rayos, y permite que el portaaviones vuele si el martillo se gira y se suelta con suficiente potencia. Mjolnir está encantado por Odin, lo que requiere que cualquier persona que lo levante sea "digno" y le otorga al usuario "el poder de Thor" si es capaz de hacerlo.

#### Apariciones
- En Iron Man 2 (2010), Mjolnir se ve solo por sí mismo durante una escena poscréditos, en el fondo de un cráter gigante en el desierto de Nuevo México; El agente Phil Coulson de S.H.I.E.L.D. informa a Nick Fury: "Lo encontramos".[115]
- En Thor (2011), Thor usa el martillo mientras lucha contra las hordas de Gigantes de Hielo en Jötunheim. Odín despoja a Thor de su poder y lo arroja a él y a Mjolnir a la Tierra. Multitudes de humanos se reúnen en un esfuerzo por levantarlo, atrayendo la atención de S.H.I.E.L.D. Thor finalmente encuentra a Mjolnir, pero no puede levantarlo hasta que más tarde demuestra su valía al sacrificar su vida contra el Destructor. El martillo parece curar instantáneamente sus heridas cuando lo sostiene y lo usa para derrotar al Destructor. Lucha contra Loki con él, contrarrestando a Gungnir, el bastón de Odín que Loki robó, y usa el martillo para destruir el Puente Bifröst.
- En The Avengers (2012), Thor usa el martillo en combate en todo momento. Lucha contra Tony Stark con su armadura de Iron Man, y el reactor de arco de Stark puede absorber el rayo conjurado por Mjolnir para aumentar el poder de su armadura. Choca con el escudo de vibranium de Steve Rogers, creando una onda de choque masiva que derriba a ambas partes. Thor también lucha contra Hulk (que no logra levantarlo durante el enfrentamiento), Loki y los soldados Chitauri. Durante la Batalla de Nueva York, usa el martillo para bloquear el enorme portal sobre la ciudad de Nueva York, combinando su relámpago con el Edificio Chrysler como un amplificador para destruir numerosos refuerzos Chitauri y sus Leviatanes.
- En Thor: The Dark World (2013), Thor usa el martillo para luchar contra el elfo oscuro Malekith y sus secuaces.
- En Avengers: Age of Ultron (2015), Thor usa el martillo en la batalla contra los soldados de Hydra, golpeándolo contra el escudo de Rogers para crear enormes ondas de choque capaces de destruir tanques. Cuando Thor desafía a los otros Vengadores a levantar a Mjolnir en una fiesta, todos fallan excepto Rogers, quien logra moverlo ligeramente, sorprendiendo a Thor.[116] Cuando Stark y Banner crean a Visión, los Vengadores desconfían del sintezoide hasta que casualmente levanta a Mjolnir. Más tarde, se muestra que Visión es capaz de usar el martillo durante una pelea. Stark y Rogers luego bromean diciendo que Visión no es realmente "digno", ya que es una inteligencia artificial, comparándolo con un ascensor que seguiría funcionando si Mjolnir se colocara dentro.
- En Thor: Ragnarok (2017), Thor usa el martillo para derrotar al demonio de fuego Surtur y sus secuaces. Cuando Odín muere, la hermana de Thor, Hela, escapa de su prisión. Thor le lanza Mjolnir pero ella lo atrapa y lo destruye en mil pedazos con sus propias manos. La exploración de Thor de los orígenes de Hela le revela que Mjolnir era originalmente su arma. Odín le dice a Thor que el martillo también es un medio para controlar su poder y que por sí solo no lo convierte en el "Dios del Trueno".[117]
- En Avengers: Endgame (2019), Thor recupera una versión alternativa de Mjolnir de Asgard en una línea de tiempo alternativa de 2013 durante el "Atraco en el Tiempo" para reunir las Gemas del Infinito y deshacer el Blip causado por el Thanos de esa línea temporal. Cuando regresa a la línea de tiempo principal, trae consigo una versión pasada de su antiguo Mjolnir del 2013 y lo usa durante la lucha contra el Thanos de 2014. Durante la batalla, Thor lo combina en conjunto con la Stormbreaker y usa sus rayos para potenciar la armadura de Iron Man de Stark durante su lucha. Justo cuando el Thanos de 2014 abruma y casi mata a Thor con su propia Stormbreaker, el Mjolnir se mueve y ataca al Thanos de 2014 para salvar la vida de Thor para momentos después regresar a toda velocidad a las manos de Rogers, quien se complace en confirmar sus sospechas sobre el valor de Rogers y de saber como este supersoldado siempre ser digno de empuñarlo desde Avengers: Age of Ultron. Por otro lado, Rogers ahora armado con el Mjolnir lucha contra el Thanos de 2014, usa tanto el martillo como su escudo circular para lanzar varios ataques combinados tanto ofensivos como también defensivos para contrarrestar y someter al malvado titán, así como también el poder usar los poderes del rayo para atacarlos, sin embargo en medio de la ofensiva el Thanos de 2014 se levanta para tomar represalias contra Rogers y hace que este suelte el Mjolnir lejos de él y toma su espada doble hoja para contraatacarlo y destruirle su escudo circular por la mitad. Durante la batalla final con el Thanos de 2014 y todo su ejército, Rogers usa Mjolnir mientras lidera a los Vengadores y sus aliados a la batalla. Tras la derrota del Thanos de 2014, Rogers devuelve a Mjolnir a su línea de tiempo original del 2013 de donde fue tomado.[118]
- Una versión rota y alternativa de Mjolnir propiedad de Throg aparece en el quinto episodio de Loki (2021) en el Vacío.[119]
- Una versión alternativa de Mjolnir aparece en el segundo episodio de What If...? (2021) como parte de la colección del Coleccionista en Knowhere.[120] Otra versión aparece en el séptimo episodio, que Thor usa para luchar contra la Capitana Marvel. Por razones inexplicables, Thor sigue siendo el único capaz de levantar el martillo en este universo a pesar de que Odín nunca mostró encantarlo con el hechizo "digno".[121]Más tarde se usó para luchar contra Ultron Infinito en el noveno episodio. Una tercera versión alternativa de Mjolnir apareció en los dos últimos episodios de la temporada 3, manejada por Tormenta.
- El Mjolnir regreso más adelante en la película Thor: Love and Thunder de (2022) con Jane Foster ahora empuñando una versión reconstruida del propio martillo (que previamente había sido destruido en mil pedazos por Hela). Ahora, usando el alias de Mighty Thor, usa el martillo en la batalla contra Gorr el Carnicero de Dioses y sus fuerzas.[122] Cuando a Jane es diagnosticada de cáncer terminal en categoría 4, ella investiga sobre la historia del Mjolnir y descubre que este le da a su portador fuerza mejorada y resistencia. Para esto, Jane viaja a New Asgard en busca de los restos de Mjolnir, que inexplicablemente siente la presencia de la joven y misteriosamente el mismo se vuelve a rearmar y la proclama digna, sorprendiendo a Thor cuando la vuelve a encontrar. Ahora, cuando el martillo se lanza desde su portador, puede separarse en fragmentos para golpear múltiples objetivos a la vez antes de volver a ensamblarse. Más tarde en un flashback se revela que años antes, mientras Thor y Jane tenían una relaciona amorosa, una noche Thor hablo a solas con su martillo y sin saberlo de forma fortuita este lo hechiza para protegiera a Jane pase lo que pase, orden que el propio Mjolnir obedeció al pie de la letra. Jane se entera de que el uso del martillo en realidad está exacerbando su cáncer al drenar su fuerza vital. En el enfrentamiento final con Gorr, usa el martillo para destruir la Necroespada, a costa de su vida. Thor vuelve a tomar posesión de Mjolnir tras su muerte.

#### Stormbreaker
- En Avengers: Infinity War (2018), Thor viaja a Nidavellir con Rocket y Groot para pedirle al rey enano Eitri un arma de reemplazo. Eitri tiene preparado un diseño llamado Stormbreaker, un hacha destinada a ser la más poderosa en el arsenal del rey asgardiano con poderes similares a Mjolnir y capaz de invocar el Puente Bifröst.[123] Thor ayuda a Eitri a reiniciar la forja dañada para calentar el mineral, y Groot crea un mango para terminar el hacha. Stormbreaker es capaz de conjurar ataques de rayos masivos, permite que Thor vuele y sirve como un arma ofensiva de dos manos capaz de resistir los ataques del Guantelete del Infinito.
- En Avengers: Endgame, él usa el hacha para decapitar a Thanos y luego para luchar contra la versión alternativa de Thanos y su ejército.
- En Thor: Love and Thunder, Thor usa a Stormbreaker, pero luego se lo da a Love mientras reclama el uso del Mjölnir restaurado para sí mismo.